# Sihasapa

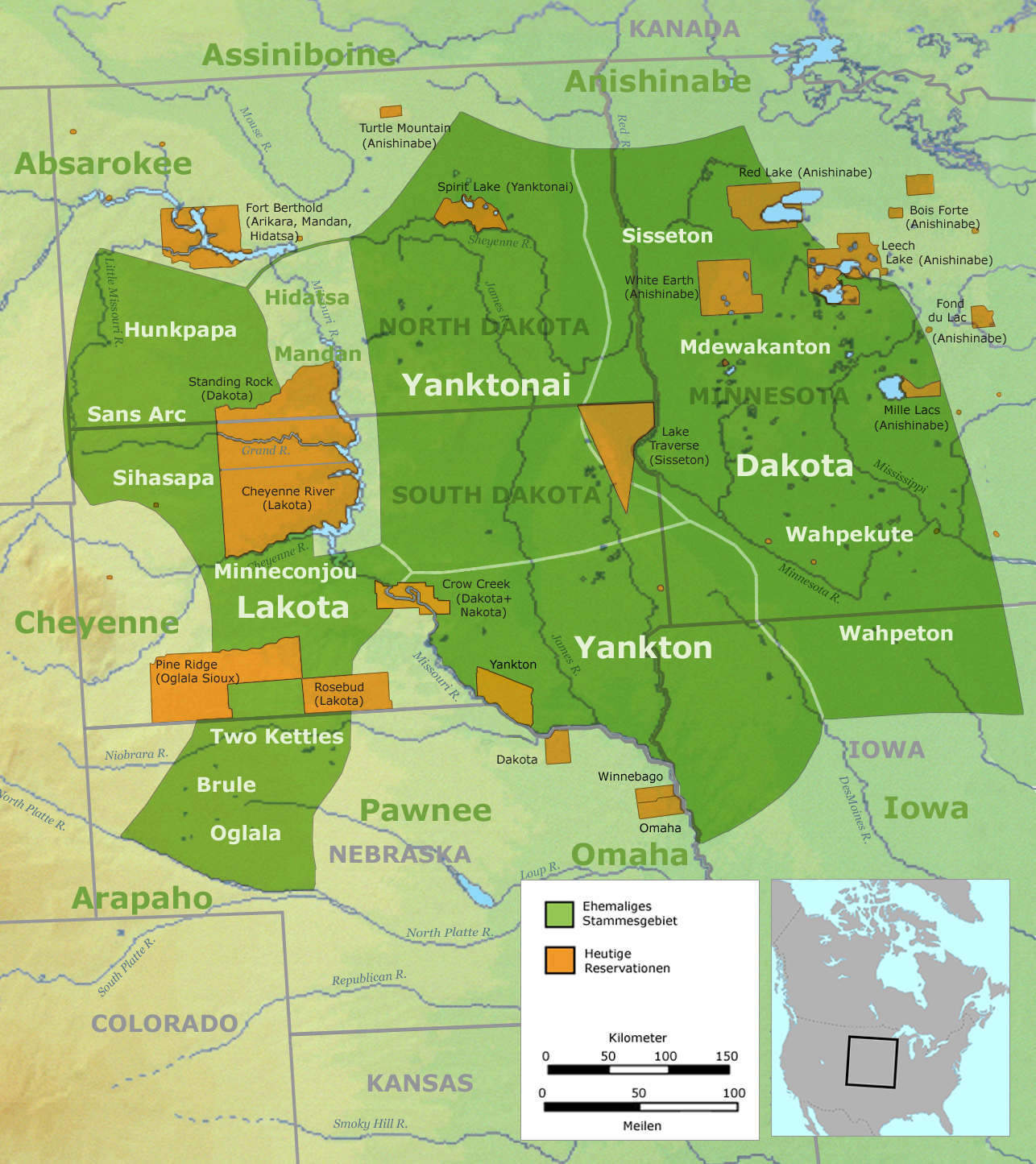
Ehemalige Stammesgebiete der Sioux-Gruppen (grün): der Lakota (inklusive der Sihasapa), der benachbarten Nakota (Yanktonai und Yankton) sowie Dakota-Stämme und heutige Reservationen (orange)

Die Sihasapa (auch Sihásapa) oder Blackfoot Sioux sind ein nordamerikanischer Indianerstamm und gehören zu den Lakota aus der Sioux-Sprachfamilie. Der Name Sihasapa
ist das Lakotawort für Blackfeet (Schwarzfüße), weil sie dunkle Mokassins trugen. Die Blackfeet-Lakota sind nicht mit den Blackfoot zu verwechseln, die zu den Algonkin gehören und deren Stammesgebiet weiter nördlich war. In der Algonkin-Sprache heißen diese Siksika, das ebenfalls Blackfeet bedeutet und häufig zu Konfusionen führt.
Die Sihasapa bilden einen von sieben Lakota-Stämmen, während die anderen sechs Stämme aus den Brulé, Hunkpapa, Minneconjou, Oglala, Sans Arc und Two Kettles bestehen. Ihr früheres Stammesgebiet lag im nordwestlichen South Dakota, wo sie wie fast alle Indianer auf den Großen Ebenen von der Büffeljagd lebten und in Tipis wohnten.
Die Lakota lebten jahrhundertelang in den Prärien des westlichen heutigen Minnesotas. Im 18. Jahrhundert zogen sie nach Westen und überquerten den Missouri. Nahezu zeitgleich gelangten sie durch französische und englische Händler zu Gewehren und durch ihre südlichen Nachbarn zu Pferden. Es war eine Zeit großen kulturellen Wechsels, während europäische Krankheiten und Kriege die Gruppen dezimierten. Die Sihasapa bildeten noch um 1800 mit den Minneconjou, Sans Arc, Two Kettles und Hunkpapa eine als Saone bezeichnete Abteilung der Lakota, die nach dem Überschreiten des Missouris zerfiel.

## Gruppen der Sihasapa
Die Sihasapa werden oft zusammen mit den Hunkpapa (Húkpapȟa – ‘Camps at the Edge’, ‘End of Entrance’,‘Head of the Camp Circle’, ‘Camps at End of Horns’) als Northern Lakota bezeichnet und unterteilten sich in folgende Gruppen (engl. bands):
- Sihasapa-Hkcha (‘Real Blackfoot’ - ‘Wahre Sihasapa’)
- Kangi-shun Pegnake (‘Crow Feather Hair Ornaments’)
- Glaglahecha (‘Slovenly’ or ‘Untidy’)
- Wazhazha (‘Osage’)
- Hohe (‘Rebellen’ - ‘Assiniboine’)
- Wamnuga Owin (‘Cowrie-Shell Earrings’)

## Geschichte
Erstmals wurden die Sihasapa von George Catlin in seinen Aufzeichnungen aus der Zeit zwischen 1832 und 1839 erwähnt, als er sich bei den Stämmen in den nördlichen Großen Ebenen aufhielt. Zu dieser Zeit schlugen sie ihre Lager am Moreau, Cannonball, Heart und Grand River auf, häufig gemeinsam mit Gruppen aus anderen Lakotastämmen, wie den Hunkpapa und Sans Arc. Die Sihasapa, Hunkpapa und Sans Arc bewohnten nahezu das gleiche Gebiet, das sich im Norden bis zum Little Missouri und im Süden bis zum Cheyenne River ausdehnte.
Ein bekannter Häuptling der Sihasapa war Mato Watakpe oder John Grass (* um 1835; † 1918), einer der bedeutendsten Führer des Stammes. In seinen letzten Lebensjahren war John Grass Oberrichter am indianischen Gerichtshof in der Standing Rock Reservation. 1880 gab er dem Ethnologen James Owen Dorsey ein Interview, in dem er über die soziale und politische Struktur seines Stammes berichtete. Er sprach von sechs Gruppen (Bands), die aus mehreren großen, bis zu 60 Mitgliedern zählenden, Familien bestanden, deren Angehörige durch Blut, Heirat und Adoption miteinander verbunden waren. Die meiste Zeit des Jahres verbrachten diese Gruppen einzeln in Lagern, doch im Sommer versammelten sie sich in größeren Dörfern, um den Büffel zu jagen und den Sonnentanz zu zelebrieren. Die Tipis waren in einem großen Kreis aufgebaut, der Lagerkreis genannt wurde. Es gab eine feste Ordnung, in dem jede Gruppe und Familie ihren bestimmten Platz hatte. Der Lagerkreis bestand aus einem meist gegen Osten offenen großen C-förmigen Ring, der bei etwa 1.000 Tipis bis zu vier Reihen tief war und einen Kreis von etwa 2 km im Durchmesser bildete. Besonders ehrenvoll waren bestimmte Plätze im Kreis, wie die Hörner, so wurden die beiden Flanken rechts und links des Eingangs oder Tiyopa genannt. Der Platz des Häuptlingstipis war in der Mitte des Kreises gegenüber dem Eingang. Laut John Grass gab es bei den Sihasapa die folgende Ordnung, wobei Gruppe 1 das südliche Horn bildete und dann entsprechend dem Sonnenlauf weiter bis zur Gruppe 6 am nördlichen Horn:
1. Sihasapa-Hkcha (‘Real Blackfoot’ - ‘Wahre Sihasapa’)
2. Kangi-shun Pegnake (‘Crow Feather Hair Ornaments’)
3. Glaglahecha (‘Slovenly’ or ‘Untidy’)
4. Wazhazha (‘Osage’)
5. Hohe (‘Rebellen’ - ‘Assiniboine’)
6. Wamnuga Owin (‘Cowrie-Shell Earrings’)[5]

Pierre-Jean de Smet schätzte ihre Bevölkerungszahl 1843 auf 1.500 Stammesangehörige, während das Bureau of Indian Affairs 1878 814 Sihasapa zählte. Heute findet man keine separaten Zahlen mehr über die Gesamtbevölkerung der Sihasapa.

## Heutige Stämme der Sihasapa
Heute gehören die Sihasapa, zusammen mit Angehörigen anderer Lakota-Sioux-Stämme, folgenden zwei auf Bundesebene anerkannten Stämmen (federally recognized tribes) an, wobei die meisten Mitglieder des Cheyenne River Sioux Tribe sind:
Vereinigte Staaten – North Dakota
- Standing Rock Sioux Tribe[6] (die Standing Rock Reservation mit Verwaltungssitz Fort Yates, ND, ist die nördlichste der aus der Großen Sioux-Reservation[7] hervorgegangenen Reservationen, die 1889 geschaffen wurden. Die Reservation, ca. 9.200 km² groß, liegt beiderseits der Grenze von North und South Dakota und wird südlich von der Cheyenne River Reservation, im Norden vom Cannonball River und im Osten vom Lake Oahe, dem aufgestauten Missouri River, begrenzt, zudem durchfließt der Grand River den Südteil des Reservats, im Reservat befindet sich das Grab von Sitting Bull sowie eine Gedenkstätte für Sacajawea, Stammesgruppen: Nakota, Lakota, Stämme: Yanktonai: Cutheads (Pabaksa, Paksa oder Natakaksa) der Upper Yanktonai (Ihanktonwana) und Gruppen der Lower Yanktonai (Hunkpatina), leben meist im North Dakota-Teil des Reservats. Lakota: Hunkpapa und Sihasapa (Blackfeet), leben heute meist im South Dakota-Teil des Reservats, 2005 lag die Arbeitslosenquote bei 86,00 %, Stammesmitglieder gesamt (Weiße und Indianer): 16.420 (davon 12.828 Sioux), hiervon leben 8.217, darunter 6.414 Sioux, im Reservat)[8]

Vereinigte Staaten – South Dakota
- Cheyenne River Sioux Tribe[9] (die Cheyenne River Reservation mit über 12.141 km² liegt in der Mitte von South Dakota, drei große Flüsse - der Missouri River (Mni Sose - ‘Turbid Water’ oder ‘Rolly Water’), Cheyenne River und der Moreau River (Hinhan Wakpa - ‘Owl River’) - durchfließen diese, im Norden wird sie durch die Standing Rock Reservation begrenzt, im Osten durch den Missouri River sowie im Süden durch den Cheyenne River, Verwaltungssitz: Eagle Butte, SD, Stammesgruppe: Lakota, Stämme: Minneconjou (Minnecojou oder Mnikoju), Two Kettles (Oohenumpa oder Owohe Nupa), Itazipco  (Itazipa Cola - Sans Arc oder Without Bows), Sihasapa (Siha Sapa - Blackfeet), Stammesmitglieder gesamt (Weiße und Indianer): 16.192 (davon 12.662 Sioux), hiervon leben 8.090, darunter 6.331 Sioux, im Reservat)